# Anastasia av Storpolen
Anastasia av Storpolen, död 1240, var hertiginna av Pommern som gift med Bogislav I av Pommern. 
Hon var Pommerns regent som förmyndare för sina söner, Bogislav II av Pommern-Stettin och Kasimir II av Pommern-Demmin, mellan 1187 och 1208. Hon var den första kvinna som regerade Pommern såvitt man känner till. 